# Ladoffa insperata
Ladoffa insperata är en insektsart som beskrevs av Young 1977. Ladoffa insperata ingår i släktet Ladoffa och familjen dvärgstritar. Inga underarter finns listade i Catalogue of Life.